# Reynolds-Gleichung
Die Reynolds-Gleichung ist eine partielle Differentialgleichung zur Beschreibung der Druckverteilung in dünnen Fluidfilmen und Grundlage der Schmierungstechnik, insbesondere der Theorie für hydrodynamische Gleitlager. Sie wurde 1886 von Osborne Reynolds aus den Navier-Stokes-Gleichungen abgeleitet. Für die nach Reynolds gemittelten Navier-Stokes-Gleichungen, die eine turbulente Strömung beschreiben, siehe Reynolds-Gleichungen.

## Herleitung und Voraussetzungen
Die Reynolds-Gleichung wird aus den Navier-Stokes-Gleichungen abgeleitet. Dabei wird ausgenutzt, dass die Spalthöhe klein gegenüber der geometrischen Ausdehnung des Spalts ist und daher folgende Annahmen getroffen werden können:
- Der Druck ist konstant über der Höhe.
- Trägheitskräfte und die Schwerkraft des Fluid werden vernachlässigt.
- Die Geometrie kann auf eine Ebene projiziert oder abgewickelt werden.
- Das Fluid verhält sich wie ein newtonsches Fluid, d. h. die Scherkräfte sind proportional zur Schergeschwindigkeit (diese Forderung resultiert nicht aus der geringen Spalthöhe).

Die Reynolds-Gleichung berücksichtigt den Effekt, dass das Fluid bei der Bewegung einer Oberfläche daran haften bleibt und mitgeschleppt wird. Ist diese Bewegung auf eine Engstelle im Spalt gerichtet, vergrößert sich wegen des Staueffekts der Druck im Fluid, wodurch die beiden Oberflächen trotz der Trennung durch das Fluid eine Normalkraft übertragen. Dieser Effekt wird z. B. bei hydrodynamischen Gleitlagern ausgenutzt.
Wenn sich die Oberflächen gegeneinander bewegen, die Spalthöhe also verändert wird, wird die Volumenänderung im Spalt durch Fluidbewegung ausgeglichen, was wegen der geringen Spalthöhe mit hohen Reibungskräften im Fluid verbunden ist. Die Oberflächen erfahren eine Kraft, die ihrer Bewegung entgegen gerichtet ist und z. B. als Abschlussdämpfung kurz vor dem Kontakt in Ventilen auftritt. Dieser Effekt wird ebenfalls durch die Reynolds-Gleichung beschrieben.

## Reynolds-Gleichung
Für einen Spalt in der kartesischen {\displaystyle x}-{\displaystyle y}-Ebene gilt:
{\displaystyle {\frac {\partial }{\partial x}}\left({\frac {\rho h^{3}}{12\mu }}{\frac {\partial p}{\partial x}}\right)+{\frac {\partial }{\partial y}}\left({\frac {\rho h^{3}}{12\mu }}{\frac {\partial p}{\partial y}}\right)={\frac {\partial }{\partial x}}\left({\frac {\rho h\left(u_{a}+u_{b}\right)}{2}}\right)+{\frac {\partial }{\partial y}}\left({\frac {\rho h\left(v_{a}+v_{b}\right)}{2}}\right)+\rho \left(w_{a}-w_{b}\right)-\rho u_{a}{\frac {\partial h}{\partial x}}-\rho v_{a}{\frac {\partial h}{\partial y}}+h{\frac {\partial \rho }{\partial t}}}
Es gilt:
- {\displaystyle p} ist der Flüssigkeitsdruck.
- {\displaystyle x} und {\displaystyle y} sind Koordinaten entlang des Spalts.
- {\displaystyle h} ist die Dicke/Höhe des Spalts.
- {\displaystyle \mu } ist die Viskosität des Fluids.
- {\displaystyle \rho } die Dichte des Fluids.
- {\displaystyle u,v,w} sind die Wandgeschwindigkeiten in Richtung {\displaystyle x,y} und senkrecht dazu.
- {\displaystyle a,b} sind die Indizes für die die beiden Wände.

## Lösung der Reynolds-Gleichung
Für wenige spezielle geometrische Fälle kann die Reynolds-Gleichung analytisch gelöst werden oder es wurden Näherungslösungen entwickelt. Im allgemeinen Fall wird die Reynolds-Gleichung numerisch gelöst.
Ist der Druckaufbau so groß, dass die Oberflächen deformiert werden, muss zur Beschreibung die erweiterte elasto-hydrodynamische Theorie herangezogen werden. Diese bildet die Grundlage der Kontaktbeschreibung, z. B. in Wälzlagern.